# Сорокин, Иван Лукич
Ива́н Луки́ч Соро́кин (4 [16] декабря 1884, ст. Петропавловская, Лабинский отдел, Кубанская область, Российская империя — 1 ноября 1918, Ставрополь) — красный военачальник, участник русско-японской, Первой мировой и Гражданской войн. Главнокомандующий Красной армией Северного Кавказа. Командующий 11-й красной армией.

## Биография
Кубанский казак. Окончил Екатеринодарскую военно-фельдшерскую школу. 
Во время русско-японской войны был фельдшером во 2-й Кубанской пластунской бригаде. Награждён медалью «За усердие» .
С апреля 1917 года некоторое время состоял членом партии эсеров. 

### Участие вПервой мировой войне

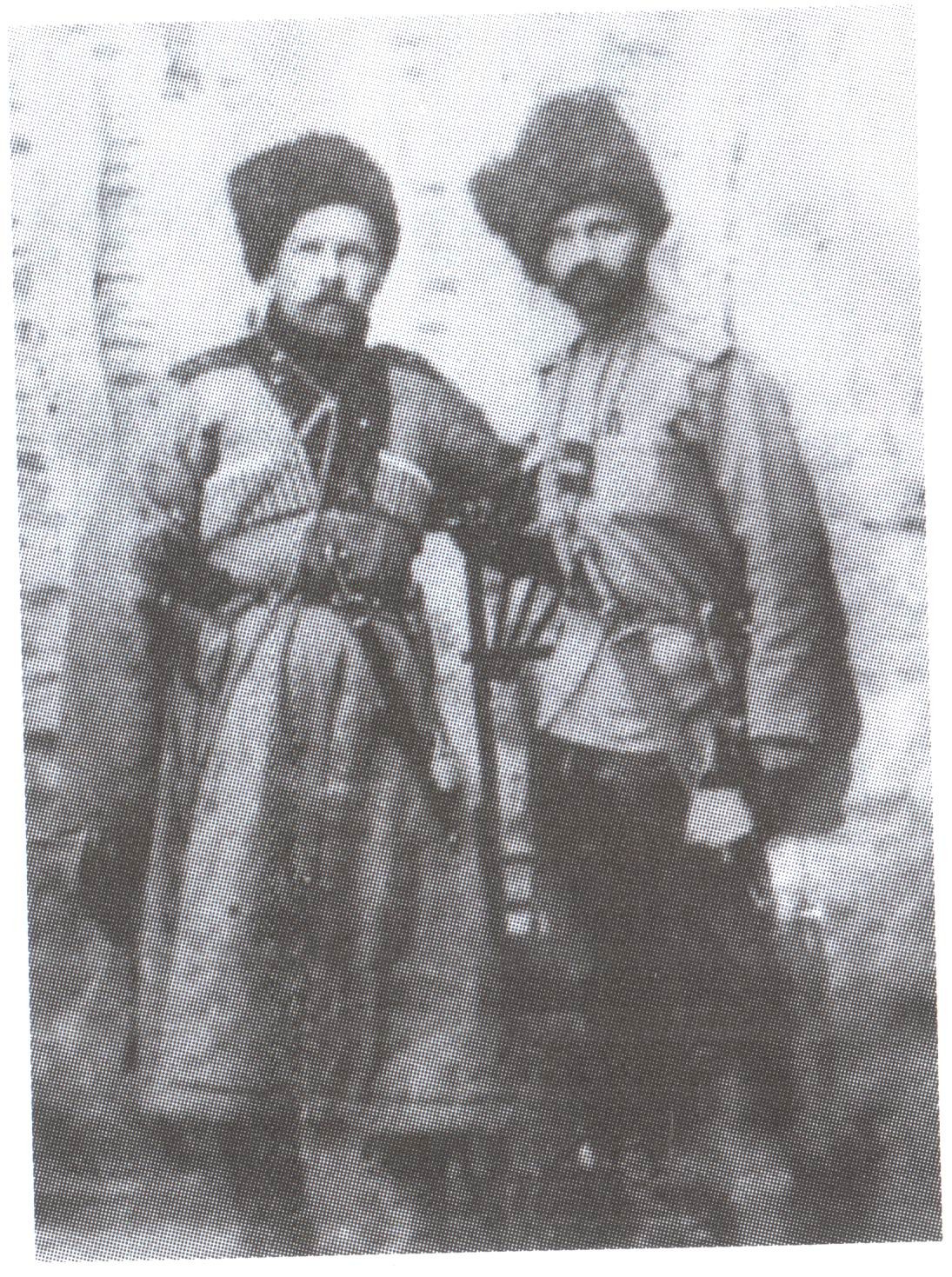
Хорунжий И. Л. Сорокин (справа) на Кавказском фронте. 1916 год

Во время Первой мировой войны служил в 1-м Лабинском полку Кавказского фронта фельдшером.
В 1915 был командирован в Тифлисскую школу прапорщиков, после окончания которой в был произведен в чин прапорщика, а в 1916 году — в чин хорунжего.
В 1916—1917 служил в 3-м Линейном полку. В 1917 произведён в подъесаулы. Награждён Георгиевским крестом 3-й и 4-й степени. 

### Участие вГражданской войне
В начале 1918 организовал на Кубани первый красный казачий отряд.
С февраля 1918 — помощник командующего Юго-Восточной Красной Армией.
Во время Первого Кубанского похода Добровольческой армии (9 [22] февраля — 30 апреля [13 мая] 1918) фактически руководил всеми противостоящими ей советскими силами на Кубани.
1 (14) марта 1918, после оставления Екатеринодара без боя Кубанской армией генерала Покровского, войска Сорокина занимают город. Как писал один из предводителей белого движения Деникин А. И.:

Екатеринодар, между тем, после ухода добровольцев переживал тяжело перемену власти, 1-го марта в город вошли войска Сорокина, и начались неслыханные бесчинства, грабежи и расстрелы. Каждый военный начальник, каждый отдельный красногвардеец имел власть над жизнью «кадет и буржуев». Все тюрьмы, казармы, общественные здания были переполнены арестованными, заподозренными «в сочувствии кадетам». В каждой воинской части действовал свой «военно-революционный суд», выносивший смертные приговоры.
Военные начальники Красной гвардии не могли или не хотели остановить бесчинства, а гражданская власть в течение всего марта месяца только ещё слагалась.

Принимал участие в обороне Екатеринодара во время неудачного штурма города Добровольческой армией 9—13 апреля 1918 года. По приказу Сорокина большевиками было выкопано тело бывшего Верховного Главнокомандующего Русской армии генерала Корнилова. В одной рубашке, накрыв брезентом, отвезли в Екатеринодар, где Сорокин и Золотарёв распорядились сделать фотографии тела погибшего генерала. После фотографирования останков Корнилова Сорокин и Золотарёв приказали сорвать с тела китель и принялись при помощи своих ординарцев вешать тело на дереве и наносить по нему яростные удары шашками. После надругательств и глумлений оно было сожжено.
В апреле-мае 1918 года поддержал главнокомандующего Северокавказской красной армией А. И. Автономова в его конфликте с гражданской властью Кубано-Черноморской республики.
В июне 1918 года — помощник командующего войсками Кубанской советской республики А. И. Автономова. Вскоре после снятия Автономова и назначением на его место К. И. Калнина — 21 июля (4 августа) 1918 сменил последнего, после разгрома красных Добровольческой армией под Тихорецкой и Кущёвской (Второй Кубанский поход), на посту главнокомандующего Красной армии Северного Кавказа.
Приказом штаба СКВО от 24 сентября 1918 года Сорокин был утверждён в должности главнокомандующего войсками Северного Кавказа.
Армия Сорокина составляла 30—40 тыс. бойцов бывшего Кавказского фронта при 80—90 орудиях и 2 бронепоездах, располагалась в районе Кущёвка-Сосыка и имела два фронта:
- на север против немцев;
- на северо-восток против Донской и Добровольческой армий[6].

В октябре 1918 года — командарм 11-й красной армии.

### Борьба за власть и гибель
В это время происходил процесс реорганизации Красной армии, укрепления «революционной дисциплины», установления субординации, известный как «борьба с партизанщиной». Многим командирам, в том числе и Сорокину, привыкшим быть самостоятельными в своих действиях и имевших практически ничем не ограниченную власть в контролируемых районах, эти нововведения пришлись не по душе.
В ходе борьбы за власть Сорокин приказал расстрелять командира Таманской армии И. И. Матвеева, отказавшегося ему подчиняться. В вину Матвееву был поставлен его отказ отвести Таманскую армию от Армавира в район станицы Невинномысская во время Армавирской операции Добровольческой армии. Обострились отношения Сорокина с РВС Северного Кавказа, проводившим линию центра на организацию регулярной армии. 21 октября в Пятигорске Сорокин приказал арестовать и расстрелять группу руководителей Северо-Кавказской Советской Республики: председателя республиканского ЦИК А. И. Рубина, секретаря крайкома РКП(б) М. И. Крайнего, председателя фронтовой ЧК Б. Г. Рожанского, уполномоченного ЦИК по продовольствию С. А. Дунаевского.
В связи с этим открытым выступлением против советской власти 27 октября года был созван II Чрезвычайный съезд Советов Северного Кавказа. Съезд сместил Сорокина с поста главнокомандующего и назначил на его место И. Ф. Федько, которому было предписано немедленно вступить в свои обязанности. Сорокин был объявлен вне закона. Пытаясь найти поддержку у армии, Сорокин выехал из Пятигорска в сторону Ставрополя, где в это время шли бои.
30 октября Сорокин со своим штабом был задержан кавалерийским полком Таманской армии под командованием М. В. Смирнова. «Таманцы», разоружив штаб и личный конвой Сорокина, заключили их вместе с бывшим главнокомандующим в ставропольскую тюрьму.
1 ноября 1918 года командир 3-го Таманского полка 1-й Таманской пехотной дивизии И. Т. Высленко расстрелял Сорокина во дворе тюрьмы.
В ответ на расстрел руководителей ЦИК в период с 1 по 3 ноября 1918 года по постановлению Чрезвычайной комиссии по борьбе с контрреволюцией под председательством Г. А. Атарбекова в Пятигорске было казнено более 100 человек (большинство — зарублены шашками): 58 заложников, включая генералов бывшей императорской армии Радко-Дмитриева, Рузского, командира Терского войска Бочарова, священника Иоанна Рябухина и 47 осуждённых за различные преступления от фальшивомонетничества до участия в контрреволюционных отрядах и организациях.

## Отзывы
Командующий Добрармией ген. А. И. Деникин дал высокую оценку действиям Сорокина во время боев за Екатеринодар летом 1918:

… весь план свидетельствует о большой смелости и искусстве. Не знаю чьих — Сорокина или его штаба. Но если вообще идейное руководство в стратегии и тактике за время северокавказской войны принадлежало самому Сорокину, то в лице фельдшера-самородка Советская Россия потеряла крупного военачальника.— Деникин А. И. [militera.lib.ru/memo/russian/denikin_ai2/index.html Очерки русской смуты]. — М.: Айрис-пресс, 2006. — Т. 3; гл. 3. — С. 77. — ISBN 5-8112-1890-7.

## Образ в искусстве

### В литературе
- И. Л. Сорокин является одним из персонажей романа-трилогии Алексея Толстого «Хождение по мукам».
- И. Л. Сорокин фигурирует в этюдах романа Артёма Весёлого «Россия, кровью умытая».
- И. Л. Сорокин упоминается в повести Г. Мирошниченко «Юнармия».
- И.Л. Сорокину посвящено стихотворение «Сокол» Валентина Сорокина. Опубликовано в книге «Тоска по крыльям». том 1. Стихотворения, поэмы. ISBN 978-5-4484-1038-3. М., 2019.
- Детали биографии И. Л. Сорокина использовались Андреем Платоновым при написании рассказа «Иван Жох» (1927) и повести «Сокровенный человек» (1927)[10].

### В кинематографе
- В фильме «Кочубей» (1958) (режиссёр Ю. Озеров) роль И. Л. Сорокина сыграл Станислав Станкевич.
- В фильме-трилогии «Хождение по мукам» (1957—1959) (режиссёр Г. Рошаль) роль Сорокина сыграл Евгений Матвеев.
- В телесериале «Хождение по мукам» (1974—1977) (режиссёр В. Ордынский) роль Сорокина сыграл Михаил Голубович.
- В новом телесериале «Хождение по мукам» (2017) (режиссёр К. Худяков) роль Сорокина сыграл Андрей Чернышов.